# سوپر جام اروپا ۱۹۷۶
فینال سوپر جام اروپا ۱۹۷۶، رقابت پایانی سوپر جام اروپا است که مابین دو تیم باشگاه فوتبال اندرلشت و بایرن مونیخ برگزار شده‌است.
این مسابقه که در تاریخ‌های ۱۷ آگوست ۱۹۷۶ و ۳۰ آگوست ۱۹۷۶ انجام شده‌است در مجموع با نتیجه ۵ بر ۳ به سود باشگاه فوتبال اندرلشت به پایان رسید.